# Hrísey
Hrísey és una petita illa de la costa nord d'Islàndia, situada aproximadament 35 quilòmetres al nord d'Akureyri, a Eyjafjörður. Des del 2004 forma part del municipi d'Akureyrarkaupstaður, ja que anteriorment havia estat un municipi per dret propi.
L'illa té una superfície total de 7,67 km², amb 7,5 km de llargada per 2,5 km d'amplada al punt més ample, al sud. És la segona illa més gran de la costa d'Islàndia, després de Heimaey a Vestmannaeyjar. Té una població d'unes 120 persones i ha estat habitada contínuament des de la colonització d'Islàndia. L'illa està connectada amb el continent mitjançant un servei de ferri fins a Árskógssandur.
Històricament l'illa va ser utilitzada com a base per a la indústria pesquera, primer per noruecs i suecs, i després per islandesos, i a finals del segle XIX va albergar una fàbrica de salaó. La sobrepesca a les aigües islandeses va provocar un fort descens de la indústria pesquera als anys seixanta i la darrera planta de congelació de peixos va tancar el 1999.
Més recentment ha esdevingut una reputada destinació d'observació d'aus. La part nord de l'illa és una reserva natural de propietat privada i és prohibida la caça en tota l'illa. Entre les quaranta espècies d’ocells de l’illa destaquen la perdiu blanca, el xatrac àrtic i l'èider.